# Принглов дукат
Принглов дукат (лат. Aloeides pringlei, енгл. Pringle's copper) је врста инсекта из реда лептира (Lepidoptera) и породице плаваца (Lycaenidae). 

## Распрострањење
Ареал врсте је ограничен на једну државу. 
Јужноафричка Република је једино познато природно станиште врсте.

## Угроженост
Ова врста се сматра рањивом у погледу угрожености врсте од изумирања.